# Mas Viader (Santa Cristina d'Aro)
El Mas Viader és una masia de Santa Cristina d'Aro (Baix Empordà) inclosa a l'Inventari del Patrimoni Arquitectònic de Catalunya.

## Descripció
Masia de petites dimensions i de tipologia clàssica, amb planta baixa i pis i coberta a dues vessants, amb el carener perpendicular a la façana principal. La planta baixa consta d'una sala central i diverses habitacions distribuïdes al seu voltant. Al pis hi ha els dormitoris als quals s'hi accedeix per una escala situada a la part posterior. Les obertures, rectangulars, són emmarcades amb pedra.